# Jiuhua Shan

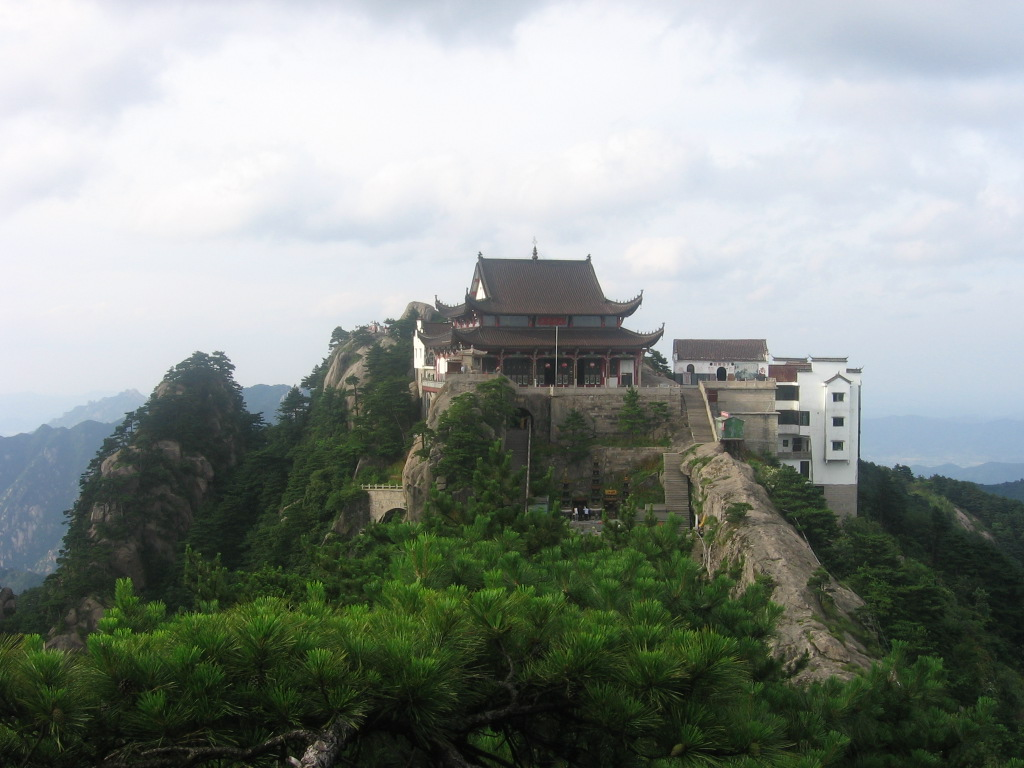
De Mahavirahal op de Tiantaitop

Jiuhua Shan is een van de vier heilige boeddhistische bergen in China. De berg ligt in Qingyang, provincie Anhui. De streek is beroemd om zijn mooie landschap en oude tempels. Het hoogste punt van de berg is 1342 meter hoog.
Veel van de boeddhistische tempels en schrijnen op de berg zijn gewijd aan de bodhisattva Ksitigarbha. Deze bodhisattva beschermt de ongelukkigen die in de diyu terecht zijn gekomen. Boeddhisten komen naar Jiuhua Shan op bedevaart. De populairste attractie is de Tiantaitop. Dit is niet de hoogste top van Jiuhua Shan.

## Ksitigarbha
Ksitigarbha was oorspronkelijk een prins uit Silla (Korea), die later het koningschap weigerde en boeddhistische monnik werd. Hij leefde tussen 697 en 794. Hij trok zich in de laatste jaren van zijn leven terug op de berg Jiuhua Shan. Hij leefde daar als kluizenaar. Een bergwandelaar ontdekte hem en zag dat hij geen onderdak had. Hij vertelde een rijke man in het dorp dat er een monnik boven in de bergen woonde en huisvesting nodig had. De rijke man trok met zijn zoon en de bergwandelaar de bergen in om de monnik op te zoeken. Hij wilde daar een boeddhistisch klooster (Huachengtempel) laten bouwen en vroeg de monnik hoe groot die zou moeten zijn. De monnik gooide een monnikengewaad de lucht in. In de lucht werd deze steeds groter en groter. De rijke man stemde toe dat het klooster zo groot zou worden. De zoon van de rijke man werd later monnik en leerling van de Koreaanse monnik.
De Koreaanse monnik verkreeg jaren later op de berg de verlichting. Hij weigerde dit. Hij vertelde aan boeddha dat, als de diyu niet leeg is, hij geen boeddha wil worden. De monnik werd een bodhisattva.

## Beroemde tempels op de berg
- Huachengtempel
- Guoqingtempel
- Dabeiloutempel
- Baisuigongtempel
- Dabeiloutempel
- Qiyuansitempel
- Roushentempel
- Tianchitempel
- Zhantanlintempel
- Zhiyuantempel